# Ли, Кит (рестлер)
Кит Ли (англ. Keith Lee, род. 8 ноября 1984, Уичито-Фолс, Техас) — американский рестлер, в настоящее время выступающий в All Elite Wrestling (AEW).
Он наиболее известен по своей работе в WWE с 2018 по 2021 год. Ли также известен своими выступлениями в Ring of Honor (ROH), а также на независимой сцене в таких промоушенах, как Pro Wrestling Guerrilla (PWG), Evolve и All American Wrestling (AAW).
Ли подписал контракт с WWE в мае 2018 года и был назначен в подготовительный бренд NXT, где он выиграл титул чемпиона NXT и титул североамериканского чемпиона NXT, став первым человеком, владевшим обоими титулами одновременно. В августе 2020 года Ли начал выступать на Raw, но через четыре месяца, в ноябре, он был уволен. В феврале 2022 года Ли дебютировал в All Elite Wrestling.

## Ранняя жизнь
Кит Ли родился 8 ноября 1984 года в городе Уичито-Фолс, штат Техас. C реслингом он познакомился в юном возрасте вместе со своей бабушкой, которая сама была фанаткой реслинга, и считает, что именно она вдохновила его на карьеру в реслинге. Ли играл за футбольную команду колледжа Техасского университета A&M, но бросил, чтобы стать профессиональным рестлером.

## Карьера в рестлинге

### Ring of Honor (2015—2017)
На протяжении 2015 года Ли начал выступать в Ring of Honor с Шейном Тейлором, в команде «Pretty Boy Killers» (PBK).
27 августа 2016 года, в течение Field of Honor, PBK приняли участие в командном гаулент-матче за командное чемпионство ROH, но матч был выиграли Зависимые. На All Star Extravaganza VIII PBK сражались против All Night Express, War Machine и команды Кольта Кобаны и Далтона Кастла в четырёхстороннем матче на выживание, чтобы определить претендента номер один за командные чемпионства ROH , но проиграли. В январе 2017 года Тейлор объявил, что подписал свой первый контракт с The Ring of Honor. На шоу 14 января в Атланте, PBK вступили во вражду с братьями Бриско, где Ли и Тейлор напали на них и ударили Джея Бриско через стол. Удивительно, но на следующий день Ли объявил, что покидает ROH. 3 февраля 2017 года они столкнулись с Бриско, где матч закончился без результата. Это было последнее появление Ли в стенах ROH.

### Evolve (2017—2018)
В январе 2017 года Ли подписал контракт с Evolve и дебютном матче на Evolve 76, проиграл Крису Хиро. 24 февраля вернулся на Evolve 78, победив Зака Сейбра-младшего. Следующей ночью, на Evolve 79, он победил Трэйси Уильямс. 25 июня на Evolve 87 Ли получил свой первый тайтл-шот, когда он неудачно бросил вызов Мэтту Риддлу за чемпионство WWN. 14 октября, на Evolve 94, Ли победил Риддла, и выиграл чемпионство WWN.6 апреля 2018 года, на Evolve 103,проиграл титул Остину Теории.

### Pro Wrestling Guerrilla (2017—2018)
18 марта 2017 года Ли дебютировал в Pro Wrestling Guerrilla (PWG) на мероприятии Nice Boys (Don’t Play Rock N' Roll), выступая в матче тройной угрозы с Брайаном Кейджем и Сэми Каллиханом, который выиграл Кейдж. В мэйн-эвенте Game Over проиграл Джеффу Коббу. 19 мая на шоу Head Like A Cole выиграл свой первый матч в стенах PWG, победив Тревора Ли. Последовально за этим, он победил Лио Раша и Трента на шоу Pushin Forward Back 7 июля. В сентябре Ли вышел в финал Battle of Los Angeles в 2017 году, где он проиграл Рикошету. Четвертьфинальный матч Ли против Донована Дижака получил оценку в пять звёзд от Дейва Мельтцера. 23 марта 2018 года на шоу Time Is A Flat Circle Ли победил Чака Тейлора, и стал PWG чемпионом мира. 21 апреля на All Star Weekend 14 Ли проиграл титул Вальтеру в трёхстороннем матче, также с участием Джона Рока.

### WWE

#### NXT (2018—2020)
До официального подписания контракта Ли работал охранником в WWE. В 2009 году фигурировали Triple H, Винс Макмэн и Шейна Макмэна, взявшие на себя Наследие (Рэнди Ортон, Коди Роудс и Тед Дибиаси). Среди охранников был он, чтобы предотвратить нападение семьи Макмэн на Наследие.
5 апреля 2018 года, во время недели WrestleMania Axxess , Ли выступил для NXT, победив Кассиуса Оно. 1 мая было объявлено, что Ли подписал контракт с WWE. Ли присутствовал на шоу NXT TakeOver: Chicago II 16 июня.
8 августа на эпизоде NXT, Ли дебютировав на ринге, победив Марселя Бартеля. Через две недели он появился на NXT, победив Люка Мензиса. На эпизоде NXT от 26 сентября была показана потасовка между Ли и Коной Ривзом. Через две недели у них состоялся поединок, в котором Ли одержал победу. На эпизоде NXT 21 ноября Ларс Салливан победил Кейту Мюррея и напал на него после матча, Ли вмешался и выгнал Салливана с ринга. На следующей неделе эти двое столкнулись на ринге, в которой Ли потерпел поражение. 7 марта 2019 года Ли получил нераскрытую травму. Травма привела к досрочному прекращению его запланированной вражды с Домиником Дуйаковичем, с которым он должен был встретиться в течение следующих двух месяцев. Ли вернулся на ринг 18 апреля, на хаус-шоу в Лейкленде, Флорида.
На эпизоде SmackDown 1 ноября Ли и Мэтт Риддл были двумя из многих рестлеров NXT, которые вторглись в шоу, противостоя и в конечном счёте атакуя Сами Зайна. Позже той же ночью Ли присоединился к Трипл Эйчу и остальной части ростера NXT, поскольку они объявили войну Raw, и SmackDown и поклялись выиграть Survivor Series (2019) в войне брендов. На этом PPV Ли был удержан Романом Рейнсом, что позволило команде SmackDown выиграть. На эпизоде NXT от 8 января 2020 года Ли победил Камерона Граймса, Дамиана Приста и Доминика Дуджаковича, чтобы стать претендентом номер один за североамериканское Чемпионство NXT.На эпизоде 22 января NXT Ли победил Родерика Стронга, и выиграл Североамериканское Чемпионство NXT, что ознаменовало его первую победу в WWE и положило конец Неоспоримой Эре пророчеству. 26 января 2020 участвовал в Королевской Битве(2020) выйдя под № 13, но был выброшен чемпионом WWE Броком Леснаром. На эпизоде NXT от 5 февраля было объявлено, что Ли будет защищать своё Североамериканское чемпионство против Дияковича в NXT Takeover: Portland, где Ли успешно защитил свой титул. Прежде чем КОВИД-19 никого не заразил в толпе, Ли победил Камерона Граймса и был атакован. Затем внезапно Доминик Диякович вышел на ринг, чтобы спасти Ли. Но никто не был уверен, что это уловка. Ли, который думал, что это был трюк, ударил Дияковича своим финишёром. После этого мероприятия прошли в перформанс-центре.
На эпизоде NXT от 11 марта Ли защитил титул против Камерона Граймса. В эпизоде NXT от 1 апреля вновь сохранил титул против Дияковича и Приста в матче тройной угрозой. В начале июня Ли начал враждовать с Джонни Гаргано после того, как они обменялись кадрами через видео-промо с участием жены Гаргано Кэндис Ли Рей и реальной подруги ли Миа Йим. Ли и Йим встретятся с Гарганами в смешанном командном матче 4 июня, где Ли Рей одержит победу. На NXT TakeOver: In Your House Ли успешно защитит Североамериканский Чемпионат против Джонни Гаргано. В видеоигре WWE 2K20 Ли дебютировал в качестве игрового персонажа. На вторую ночь NXT: The Great American Bash он победил Адама Коула, выиграть титул NXT, положив конец рекордному 403-дневному рейну Коула и став двукратным чемпионом и первым человеком, который владел обоими титулами одновременно .На эпизоде NXT от 22 июля Ли добровольно отказался от североамериканского чемпионства, чтобы предоставить возможности другим суперзвёздам и сосредоточиться исключительно на защите чемпионства NXT и начал вражду с Кэррионом Кроссом за Чемпионство NXT. 22 августа на NXT TakeOver XXX Ли проиграл Чемпионство NXT Кроссу, что стало его последним матчем в стенах NXT.

#### Raw (2020—2021)
На SummerSlam, было объявлено на WWE что Ли перейдёт в основной ростер на бренд Raw и дебютирует на эпизоде на следующий день. 24 августа на еженедельнике Raw Ли дебютировал в основном составе, выходя в новом наряде и выходя на новой музыкальной темой, столкнувшись с Рэнди Ортоном, а затем проиграл Ортону по дисквалификации из-за вмешательства чемпиона WWE Дрю МакИнтайра. Матч-реванш между Ли и Ортоном прошёл на pay-per-view, Payback в котором Ли выиграл. На Cерии Выживания 22 ноября Ли вошёл в состав команды Raw, объединившись с Брауном Строуманом, Эй Джеем Стайлзом, Риддлом и Шеймусом, победив команду Smackdown (Джей Усо, Кевин Оуэнс, Сет Роллинс, Кинг Корбин и Отис) вчистую.
Всоре Ли вступит в борьбу за Чемпионство WWE, участвуя в матче с тройной угрозой, где победитель получит матч чемпионата WWE на TLC, но проиграет Эй Джею Стайлзу. На эпизоде Raw от 4 января 2021 года Ли неудачно столкнулся с Дрю Макинтайром за Чемпионство WWE. В следующем месяце Ли должен был встретиться с Риддлом и Бобби Лешли за Чемпионство Соединённых Штатов на Elimination Chamber, но был снят с соревнований из-за травмы. Позже отсутствие Ли показало, что на самом деле было связано с диагнозом COVID-19, за этим следует воспаление сердца. После пятимесячного отсутствия Ли вернулся на эпизод Raw 19 июля, приняв открытый вызов чемпиона WWE Бобби Лешли, но потерпел поражение.
На эпизоде Raw от 27 сентября Ли, теперь известный как Кит «Беаркэт» Ли (дань уважения Беаркэту Райту), победил Акиру Тодзаву менее чем за минуту.
Освобожден от контракта с WWE 4 ноября 2021 года.

### All Elite Wrestling (2022—н.в.)
В эпизоде Dynamite от 9 февраля 2022 года Ли неожиданно дебютировал в All Elite Wrestling (AEW), победив Исайю Кэссиди, чтобы получить право на участие в матче «Лицо революции» на шоу Revolution.

## Личная жизнь
В 2020 году во время движения #SpeakingOut Ли утверждал, что в 2016 году он стал жертвой сексуального насилия со стороны женщины, которая подсыпала ему наркотики в напиток.
11 февраля 2021 года Ли обручился с коллегой-рестлером Мией Йим. Пара поженилась 5 февраля 2022 года.

## Другие медиа
Ли дебютировал в качестве игрового персонажа в видеоигре WWE 2K20.

## Титулы и достижения
- All Elite Wrestling

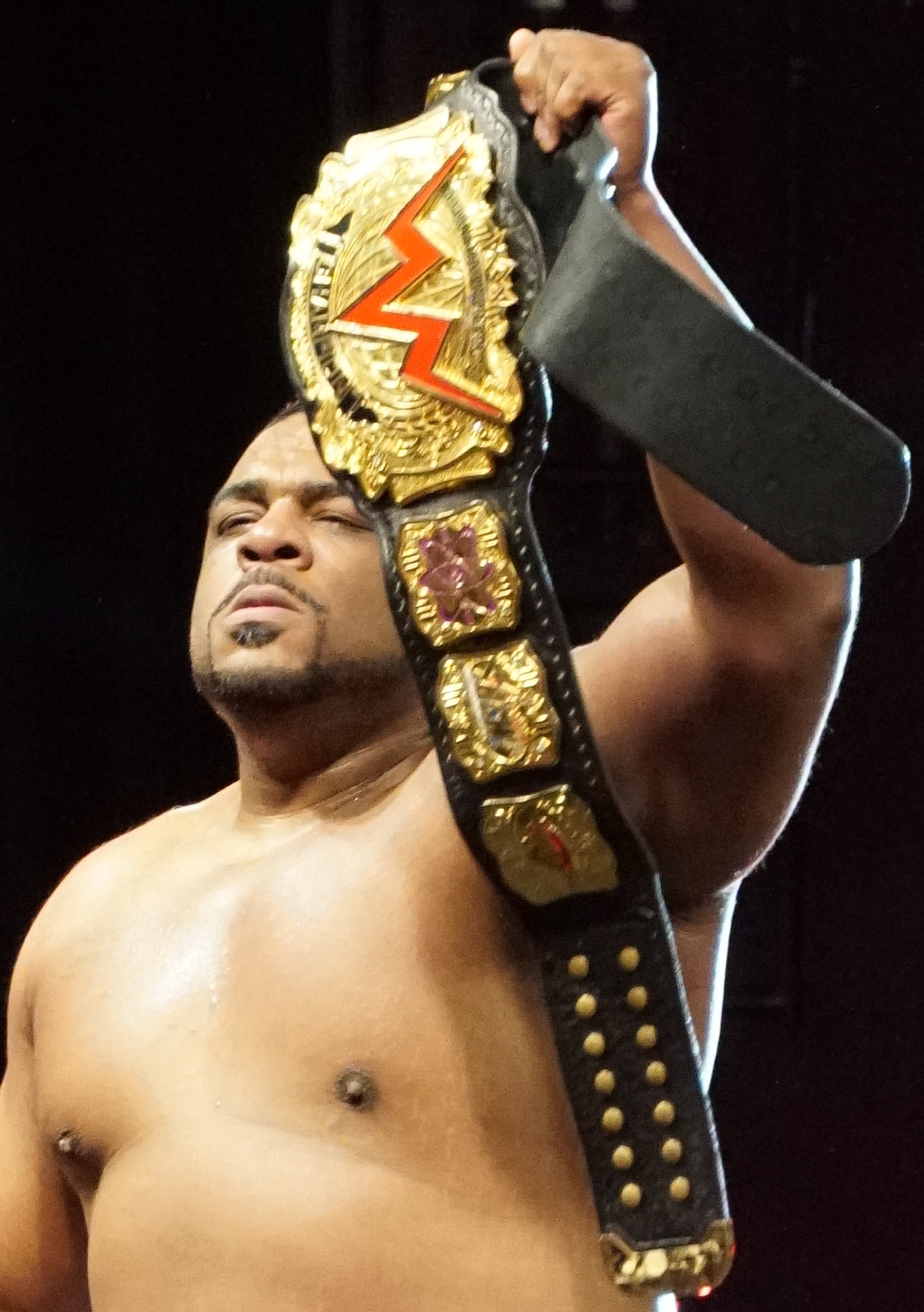
Ли, Чемпион WWN

  - Командный чемпион мира AEW (1 раз) — со Сверв Стриклендом
- Inspire Pro Wrestling
  - Чемпион Pure Prestige IPW (1 раз)
- North American Wrestling Allegiance
  - Командный чемпион NAWA (1 раз) — с Л.Фенгом
- Pro Wrestling Guerrilla
  - Чемпион Мира PWG (1 раз)[65]
- Pro Wrestling Illustrated
  - PWI ставит его под № 59 в списке 500 лучших рестлеров в 2018 году[66]
- Sports Illustrated
  - Ставит его под № 10 из 10 лучших рестлеров-мужчин 2017 года[67]
- VIP Wrestling
  - Чемпион VIP в тяжёлом весе (1 раз)[68]
  - Командный чемпион VIP (1 раз) — с Ш.Тэйлором[69]
- WWE
  - Чемпион NXT (1 раз)[70]
  - Североамериканский чемпион NXT (1 раз)[71]
  - NXT Year-End Award (1 раз)[72]
    - Прорыв года NXT (2019)
- WWNLive
  - Чемпион WWN (1 раз)[73]
- Xtreme Championship Wrestling
  - Чемпион XCW в тяжёлом весе (1 раз)
  - ТВ-Чемпион XCW (1 раз)
- Wrestling Observer Newsletter
  - 5-звёздочный матч (03.09.2017) — против Донована Дижака на шоу PWG Battle of Los Angeles 2017[20]

## Заметки
1. ↑  Матч проходит между несколькими соперниками, либо командами. В начале матча на ринге сражаются 2 рестлера. После победы над соперником, проигравшего меняет следующий рестлер и так продолжается до тех пор, пока не останется участников у одной из команд. Последний оставшийся на ринге рестлер приносит победу своей команде.